# Parodia neohorstii
Parodia neohorstii är en kaktusväxtart som först beskrevs av S. Theun., och fick sitt nu gällande namn av Nigel Paul Taylor. Parodia neohorstii ingår i släktet Parodia och familjen kaktusväxter. Inga underarter finns listade i Catalogue of Life.

## Bildgalleri

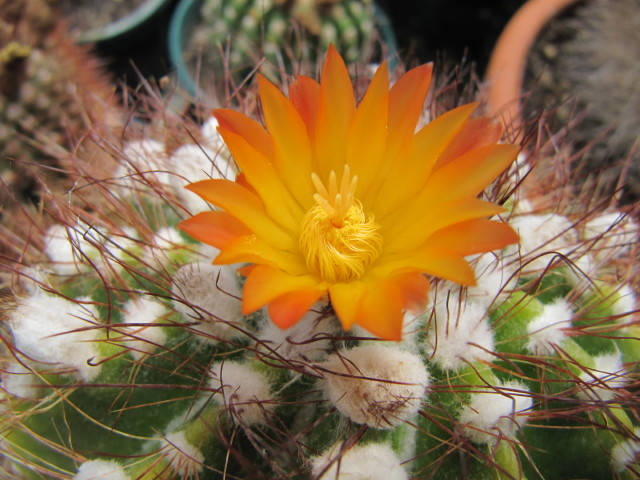